# 진해루

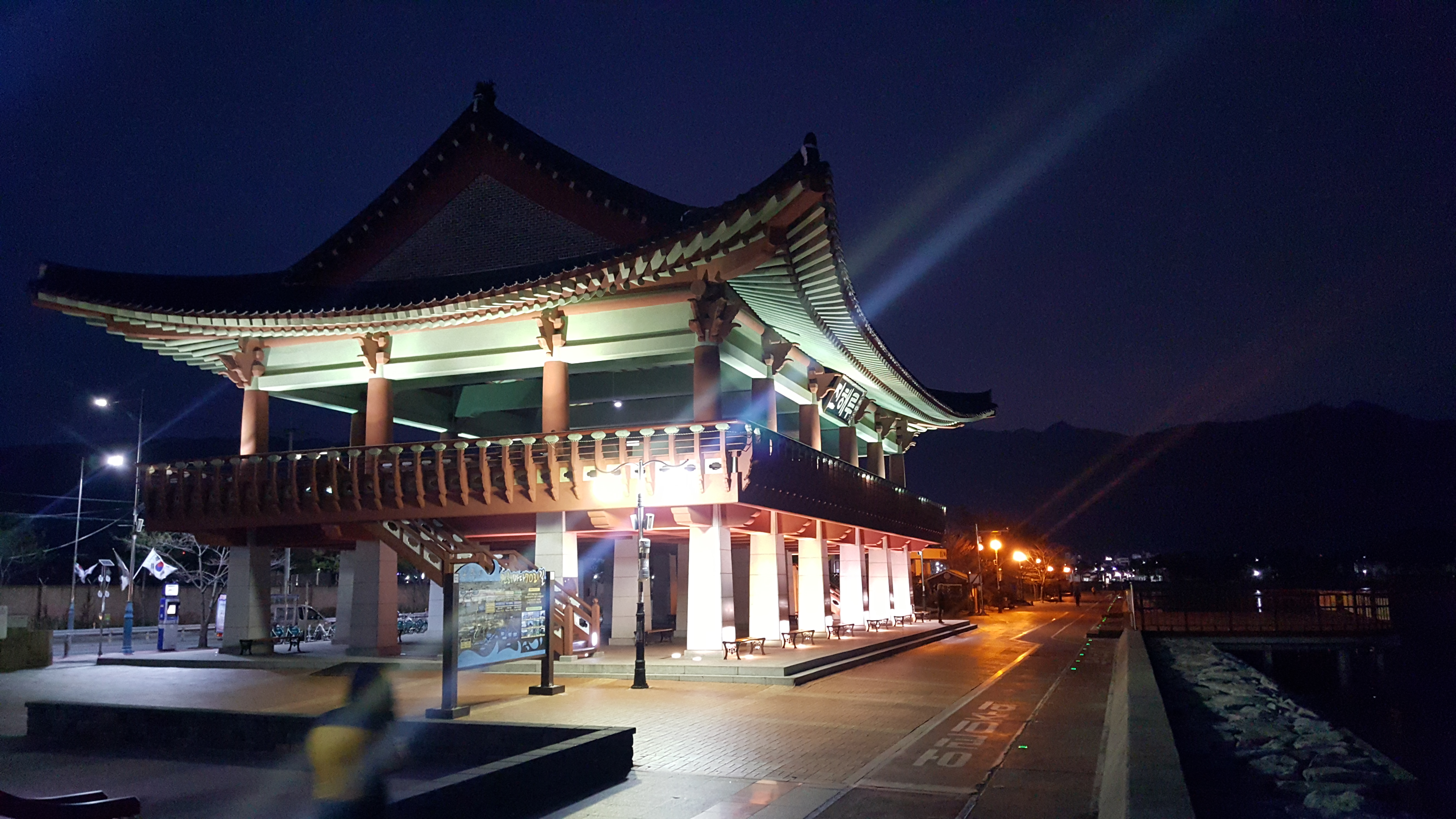
진해루 야경

진해루는 경상남도 창원시 진해구 경화동 진해해변공원에 위치한 누각이다. 연면적 477㎡에 높이 15.2m이다. 아름다운 진해만의 풍경을 한눈에 볼 수 있는 조망권과 다채로운 문화행사의 장소로 인기가 높다. 진해루 옆에는 천안함 피격 사건 시 실종자 구조를 위해 목숨을 바친 한주호 준위 동상이 있다.